# Vtáčnik
Vtáčnik je pohoří v geomorfologické oblasti Slovenské středohoří. Nejvyšším bodem je stejnojmenný vrchol Vtáčnik (1346 m).

## Poloha
Na západě, severu a severovýchodě ho ohraničuje Hornonitranská kotlina, pohoří Žiar a Strážovské vrchy, na východě Kremnické vrchy a Žiarská kotlina, na jihu Tribeč a Štiavnické vrchy.

## Členění
Pohoří Vtáčnik se dělí na čtyři části:
- Vysoký Vtáčnik
- Nízký Vtáčnik
- Župkovská brázda
- Ráj

### Vrcholy
Mezi významné vrcholy patří vedle nejvyšší hory Vtáčnik (1346 m) například Biela skala (1136 m), Buchlov (1040 m) a Žiar (845 m). Seznam všech tisícimetrových vrcholů ukazuje Seznam vrcholů ve Vtáčniku.

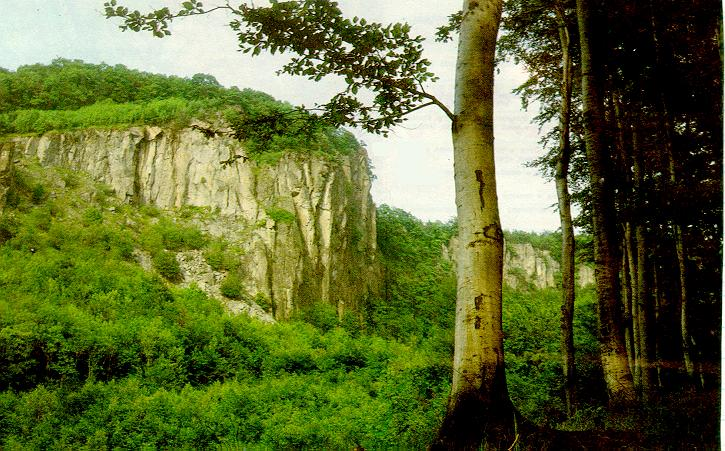
Hrádok